# Taraxacum scotinum
Taraxacum scotinum — вид квіткових рослин з родини айстрових (Asteraceae). Вид зростає в Європі: Данія, Фінляндія, Німеччина, Нідерланди, Норвегія, Польща, Швеція; це багаторічна рослина помірних біомів.